# Élection présidentielle équatorienne de 2017
L'élection présidentielle de 2017 se tient le 19 février 2017 en Équateur pour élire le président et le vice-président de la République pour la période 2017-2021. Elle se tient dans le cadre des élections générales.

## Contexte
En raison de la non-rééligibilité du président sortant Rafael Correa, ses militants ont formé une organisation, « Rafael Contigo Siempre » (Toujours avec toi Rafael) dans l'espoir d'obtenir un amendement afin de lui permettre d'être candidat à sa succession. Cependant, Correa a indiqué qu'il souhaitait se retirer de la vie politique. De ce fait, son parti, Alianza País a nommé Lenin Moreno, le vice-président de Correa de 2007 à 2013 comme candidat à l'élection présidentielle équatorienne avec Jorge Glas comme colistier.

## Système électoral
Le président équatorien est élu en même temps que le vice-président pour un mandat de quatre ans par le biais d'une version modifiée du scrutin uninominal majoritaire à deux tours. Si aucun candidat ne remporte la majorité absolue des suffrages exprimés lors du premier tour, ou plus de 40 % des voix avec au moins dix points d'avance sur celui arrivé en deuxième position, un second tour est organisé dans les quarante cinq jours entre les deux candidats arrivés en tête. Est alors élu celui qui reçoit le plus grand nombre de suffrages.

## Calendrier électoral
La campagne électorale se déroule du 3 janvier au 16 février, le premier tour a lieu le 19 février et le second tour le 2 avril.

## Principaux candidats

### Guillermo Lasso
Guillermo Lasso est le candidat de la coalition de droite CREO-SUMA. Homme d'affaires, il est nommé ministre de l’Économie en 1999 sous le gouvernement chrétien-démocrate de Jamil Mahuad. Le gouvernement fait adopter la dollarisation de l’économie et fait geler les épargnes bancaires des Équatoriens en raison de la crise économique, mais Guillermo Lasso, en désaccord avec le président qui défendait un moratoire pour le paiement de la dette, démissionne rapidement. Il défend dans son programme électoral une baisse des impôts, la création d'un million d'emplois dans un pays qui compte pourtant moins de 500 000 chômeurs, et l'expulsion de Julian Assange, réfugié à l'ambassade équatorienne à Londres.

### Lenin Moreno
Lenín Moreno est le candidat de la coalition de gauche Alianza País. Vice-président entre 2007 et 2013, il se consacre surtout aux questions liées aux handicaps. Il s'engage principalement à créer 250 000 emplois et propose d’augmenter le bon de développement humain, versé aux personnes les plus démunies, de 50 $ à 150 $. Il prévoit par ailleurs de dialoguer avec Julian Assange au sujet de son asile et de ses rapport avec l'Équateur, en raison de ses interventions, ainsi que de WikiLeaks, dans les élections américaines de 2016[réf. souhaitée], mais promet de préserver l'asile dont il bénéficie.
Il reçoit le soutien de personnalités internationales, parmi lesquelles Noam Chomsky, Diego Maradona, la présidente des grands-mères de la place de Mai Estela de Carlotto ou encore le prix Nobel de la paix Adolfo Pérez Esquivel.

## Résultats

Candidat arrivé en tête lors du 1er tour par province :
Lenín Moreno
Guillermo Lasso

Candidat arrivé en tête lors du par province :
Lenín Moreno
Guillermo Lasso

| Candidat                 | Candidat                  | Parti                                | 1er tour   | 1er tour | 2d tour    | 2d tour |
| Candidat                 | Candidat                  | Parti                                | Voix       | %        | Voix       | %       |
| ------------------------ | ------------------------- | ------------------------------------ | ---------- | -------- | ---------- | ------- |
|                          | Lenín Moreno              | Alianza País                         | 3 716 343  | 39,36    | 5 062 018  | 51,16   |
|                          | Guillermo Lasso           | Mouvement CREO                       | 2 652 403  | 28,09    | 4 833 389  | 48,84   |
|                          | Cynthia Viteri            | Parti social-chrétien                | 1 540 903  | 16,32    |            |         |
|                          | Paco Moncayo              | Accord national pour le changement   | 634 033    | 6,71     |            |         |
|                          | Abdalá Bucaram Pulley     | Pour l’Équateur                      | 455 187    | 4,82     |            |         |
|                          | Iván Espinel Molina       | Pour le compromis social             | 299 840    | 3,18     |            |         |
|                          | Patricio Zuquilanda Duque | Parti société patriotique 21 janvier | 72 679     | 0,77     |            |         |
|                          | Washington Pesántez       | Mouvement pour l'union équatorienne  | 71 107     | 0,75     |            |         |
|                          |                           |                                      |            |          |            |         |
| Votes valides            | Votes valides             | Votes valides                        | 9 447 362  | 90,23    | 9 895 407  | 93,04   |
| Votes blancs et nuls     | Votes blancs et nuls      | Votes blancs et nuls                 | 1 022 812  | 9,77     | 740 167    | 6,96    |
| Total                    | Total                     | Total                                | 10 470 174 | 100      | 10 635 574 | 100     |
| Abstention               | Abstention                | Abstention                           | 2 356 754  | 8,37     | 2 181 124  | 7,02    |
| Inscrits / participation | Inscrits / participation  | Inscrits / participation             | 12 826 928 | 81,63    | 12 816 698 | 82,98   |

## Analyse des résultats
Lenín Moreno revendique la victoire mais Guillermo Lasso conteste les résultats du vote et demande un nouveau décompte. Le président du Conseil national électoral annonce autoriser le parti Creo Suma de Guillermo Lasso à procéder à un audit du système informatique de l'organisme électoral, tout en estimant « irréprochable » le processus électoral,.
L'ancien président uruguayen José Mujica, en qualité de représentant de l'Unasur, confirme également la régularité du scrutin.
Ces accusations de fraudes sont également réfutées par Alexander Vega, le président du Conseil national électoral de Colombie et coordinateur de la Mission des observateurs de l'Unasur : « nous avons été 400 observateurs de l’OEA, de l’Unasur, de l’Uniore et de l’AWEB  ; dire qu’il y a eu une fraude c’est dire que nous sommes complices de cette fraude : aucune mission électorale internationale ne se prêterait à ça ». Il déclare aussi rejeter « l'utilisation du thème de la fraude comme stratégie politique » et indique que le système électoral équatorien est « l'un des plus fiables de la région »,. Finalement, Moreno est officiellement proclamé président le 4 avril. Enfin, sa victoire est confirmée après le recomptage de 11,2 % des bulletins.